# Гензель, Пётр Николаевич
Пётр Николаевич Гензель (1874—1920) — российский педагог.
Сын артиста Императорских театров, Николая Фёдоровича Гензеля, родился 1 (13) декабря 1874 года.
В 1893 году с золотой медалью окончил Пятую Санкт-Петербургскую гимназию и поступил в Императорский Санкт-Петербургский университет. В университетские годы ему пришлось испытать материальные трудности, поскольку его отец был по какой-то причине выслан из столицы. Петру Гензелю пришлось жить частными уроками.
По окончании в 1898 году математического отделения физико-математического факультета Императорского Санкт-Петербургского университета с дипломом 1-й степени, он был назначен сверхштатным, а с 1900 года и штатным преподавателем математики во Вторую Санкт-Петербургскую гимназию. Одновременно, с 1 сентября 1900 года он был преподавателем математики в частной женской гимназии Субботиной.
В 1905 году, за «отлично-усердную службу» надворный советник Пётр Гензель был «всемилостивейше пожалован» орденом Св. Станислава 3-й степени; в 1907 году за выслугу лет был произведён в коллежские советники; 16 (29) августа 1908 года он был назначен директором Гатчинского реального училища императора Александра III, сменив Иллариона Николаевича Шафрановского (1862—1941). Накануне 1917 года П. Н. Гензель имел чин статского советника.
После того, как в 1918 году Гатчинское реальное училище было ликвидировано и вместо него в тех же зданиях начала действовать советская школа № 2, заведующим этой школой стал Пётр Николаевич Гензель.
Умер 11 августа 1920 года от туберкулеза легких и гортани в Пушкине. Согласно актовой записи ЗАГС, на момент смерти в 1920 году он был преподавателем 57-й Петроградской трудовой школы. Похоронен на Новом Гатчинском кладбище.
П. Н. Гензель не был женат и не имел детей.